# Cadre-47/2-Europameisterschaft 1978

Logo CEB (ausrichtender Verband)

Veranstaltungsort: Emmeloord

Die Cadre-47/2-Europameisterschaft 1978 war das 39. Turnier in dieser Disziplin des Karambolagebillards und fand vom 2. bis zum 5. März 1978 in Emmeloord, in der niederländischen Provinz Flevoland  statt. Es war die 17. Cadre-47/2-Europameisterschaft in den Niederlanden.

## Geschichte
Nach drei Jahren Pause kehrte Francis Connesson überzeugend im Cadre 47/2 zurück und gewann gleich wieder den Titel. Leidtragender war wieder einmal der belgische Allrounder Ludo Dielis, der seit Jahren die besten Durchschnitte spielt aber noch nie den 47/2-Titel holte. Ohne die beiden besten niederländischen Medaillengewinner der letzten Jahre Hans Vultink und Christ van der Smissen, die nicht an der nationalen Meisterschaft teilnahmen, mussten Nachwuchsspieler an der Heim-EM teilnehmen. Piet Vet enttäuschte nicht und wurde Dritter. Der Deutsche Meister Dieter Wirtz aus Düsseldorf konnte nicht ganz seine Leistung von der DM in Neugablonz--Kaufbeuren abrufen und wurde Sechster.

## Turniermodus
Hier wurde im Round Robin System bis 400 Punkte gespielt. Es wurde mit Nachstoß gespielt. Damit waren Unentschieden möglich.
Bei MP-Gleichstand wird in folgender Reihenfolge gewertet:
1. MP = Matchpunkte
2. GD = Generaldurchschnitt
3. HS = Höchstserie

## Abschlusstabelle
| MP    | Match Points (Sieger = 2; Unentschieden = 1; Verlierer = 0) |
| Pkte. | Erzielte Karambolagen                                       |
| Aufn. | Benötigte Versuche                                          |
| GD    | Generaldurchschnitt                                         |
| BED   | Bester Einzeldurchschnitt eines Spielers                    |
| HS    | Höchstserie                                                 |
|       | Bester GD des Turniers                                      |
|       | Bester ED des Turniers                                      |
|       | Beste HS des Turniers                                       |
|       | 1. Platz (Gold)                                             |
|       | 2. Platz (Silber)                                           |
|       | 3. Platz (Bronze)                                           |

| Platz                      | Name              | MP   | Pkte. | Aufn. | GD     | BED    | HS  |
| -------------------------- | ----------------- | ---- | ----- | ----- | ------ | ------ | --- |
| 1                          | Francis Connesson | 13:1 | 2800  | 29    | 96,55  | 200,00 | 400 |
| 2                          | Ludo Dielis       | 10:4 | 2576  | 23    | 112,00 | 400,00 | 621 |
| 3                          | Piet Vet          | 10:4 | 2480  | 37    | 67,02  | 200,00 | 337 |
| 4                          | Franz Stenzel     | 9:5  | 2444  | 55    | 44,43  | 100,00 | 300 |
| 5                          | Roland Dufetelle  | 8:6  | 1841  | 40    | 46,02  | 100,00 | 193 |
| 6                          | Dieter Wirtz      | 4:10 | 1727  | 55    | 31,40  | 100,00 | 171 |
| 7                          | Hans Sundquest    | 2:12 | 1858  | 64    | 29,03  | 40,00  | 185 |
| 8                          | Javier Arenaza    | 0:14 | 1197  | 41    | 29,19  | –      | 226 |
| Turnierdurchschnitt: 49,19 |                   |      |       |       |        |        |     |